# Schloss Saxental (Landgut Prunnhof)
Die Schlossanlage Saxental (Landgut Prunnhof) befand sich in der Marktgemeinde Saxen im Bezirk Perg in Oberösterreich. Die unweit vermutete und ältere Feste Sechsen kann als Vorläufer des Herrensitzes Saxental angesehen werden.

## Geschichte

### Feste Sechsen
Die abgegangene Feste Sechsen (Veste Sechssen, Saechsen), ein landesfürstliches Lehen, wurde um 1380 und sonst mehrfach urkundlich genannt. Die Feste kann als Vorläuferin des Herrensitzes Saxental angesehen werden. Sechsen ist aber nicht mit Saxental ident, auch wenn die Lagestelle der Vest ze Sechsen mit dem pawhof nach letzten Überlegungen im Bereich von Schloss Saxental zu suchen ist. Eine Lagestelle beim Klambach und nächst der Ortschaft Hofkirchen scheint nicht mehr der letzte Stand zu sein.
Das landesfürstliche Lehen Sechsen soll anfangs dem Wilhelm und dem Wolfgang Hauser zu eigen gewesen sein. Dann ging die Feste Sechsen an die Wolfensteiner von Kleinzell über. Von diesen werden ein Gilg (1421), ein Ottokar (1430) und ein Wolfgang (1460) als letzter seines Geschlechts genannt.
Danach fiel die Feste Sechsen an Kaiser Friedrich III. zurück, der sie an die Prueschenks verlieh. Denen folgte Christoph Perger nach. Er gilt als Ahnherr der Grafen Clam-Martinic. Unter diesem Christoph Perger verfiel die Feste Sechsen allerdings.

### Schlossanlage Saxental
Das Schloss Saxental war ein ehemaliger Bauernhof, genannt der „Prunnhof“. 1648 wurde das Landgut Prunnhof (Prunhof, Brunnhof) im Eigentum von Johann Gottfried Perger zu einem adeligen Sitz erhoben und erhielt den Namen Saxental. Die entstandene schlossartige Anlage Saxental östlich von der Pfarrkirche Saxen und östlich des Saxenbaches (Sachsenbach) gelegen blieb fortan bei der Herrschaft Clam. Die Anlage verkam aber zu einem Meierhof, dessen spätere Adresse Saxen Nr. 1 lautete. Etwa 1979 wurde er abgebrochen und durch Neubauten ersetzt.

## Beschreibung

### Ansitz Saxental
Der Ansitz Saxental wurde im ersten Drittel des 19. Jahrhunderts auf dem Areal des alten Schlosses Saxental an der Stelle des ehemaligen Baderhauses unter Verwendung älterer Gebäudeteile errichtet. Das dreigeschoßige Gebäude mit der heutigen Adresse Saxen Nr. 3 diente mit seiner spätklassizistischen Fassade ursprünglich als respektabler Alterssitz der Grafen Clam und steht unter Denkmalschutz (Listeneintrag).
Das ansehnliche Gebäude wurde vereinzelt auch als Schloss Saxental bezeichnet, obwohl es sich um einen vom alten Schloss Saxental unabhängigen Baukörper handelt.
Zwischen 1925 und 2022 gehörte das Gebäude der Gemeinde Saxen und diente in modernisierter Art als Wohnhaus und Ordination des jeweiligen Gemeindearztes, weshalb das Haus lokal als Doktorhaus bekannt ist. Seit 2022 ist es in Privateigentum.

### Marienkapelle
Die benachbarte Marienkapelle bei der unscheinbaren Saxenbachbrücke (Lage) soll noch an das ehemalige Schlossareal erinnern.

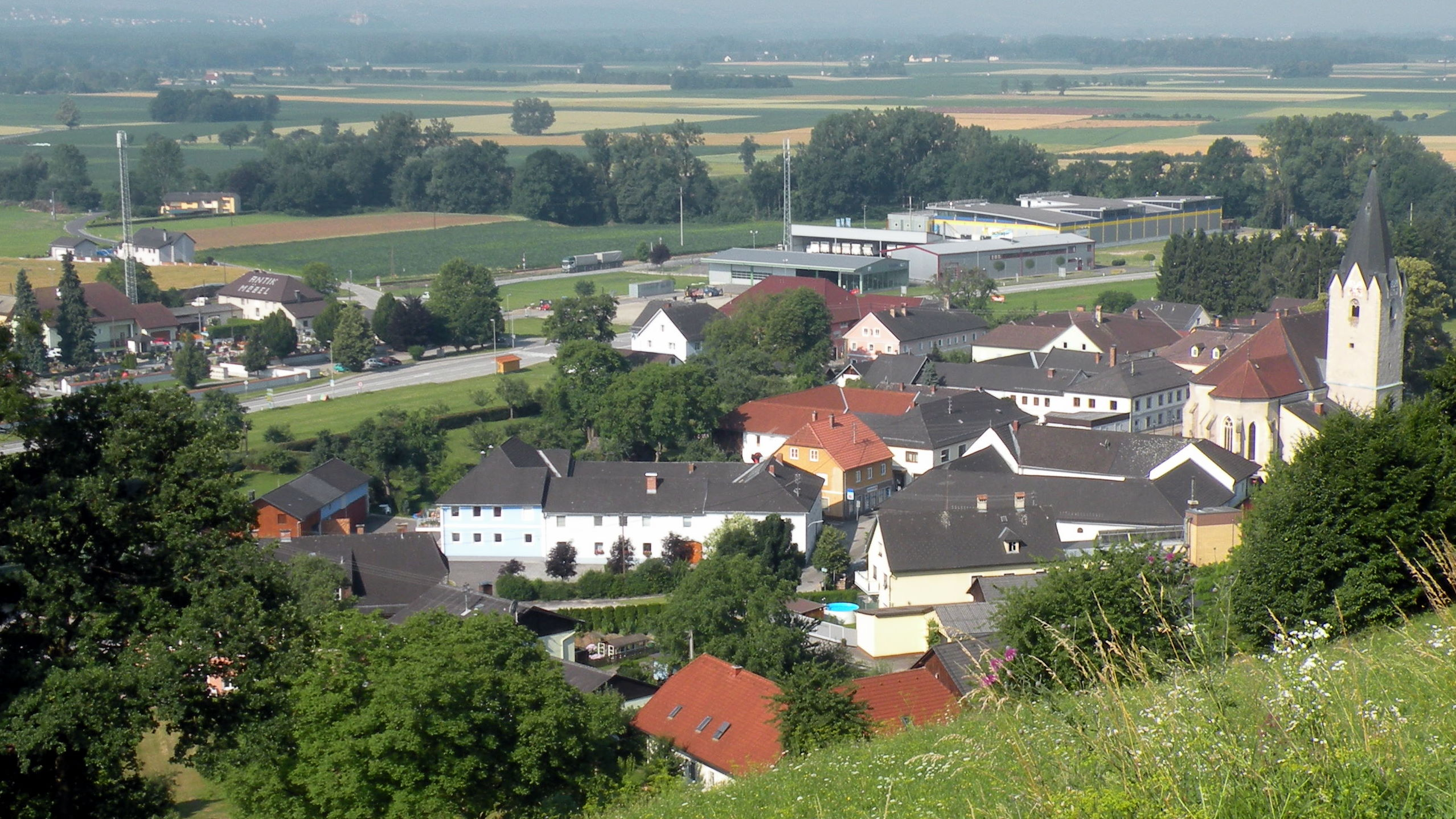
Saxen von Osten. Früheres Schlossareal im Vordergrund
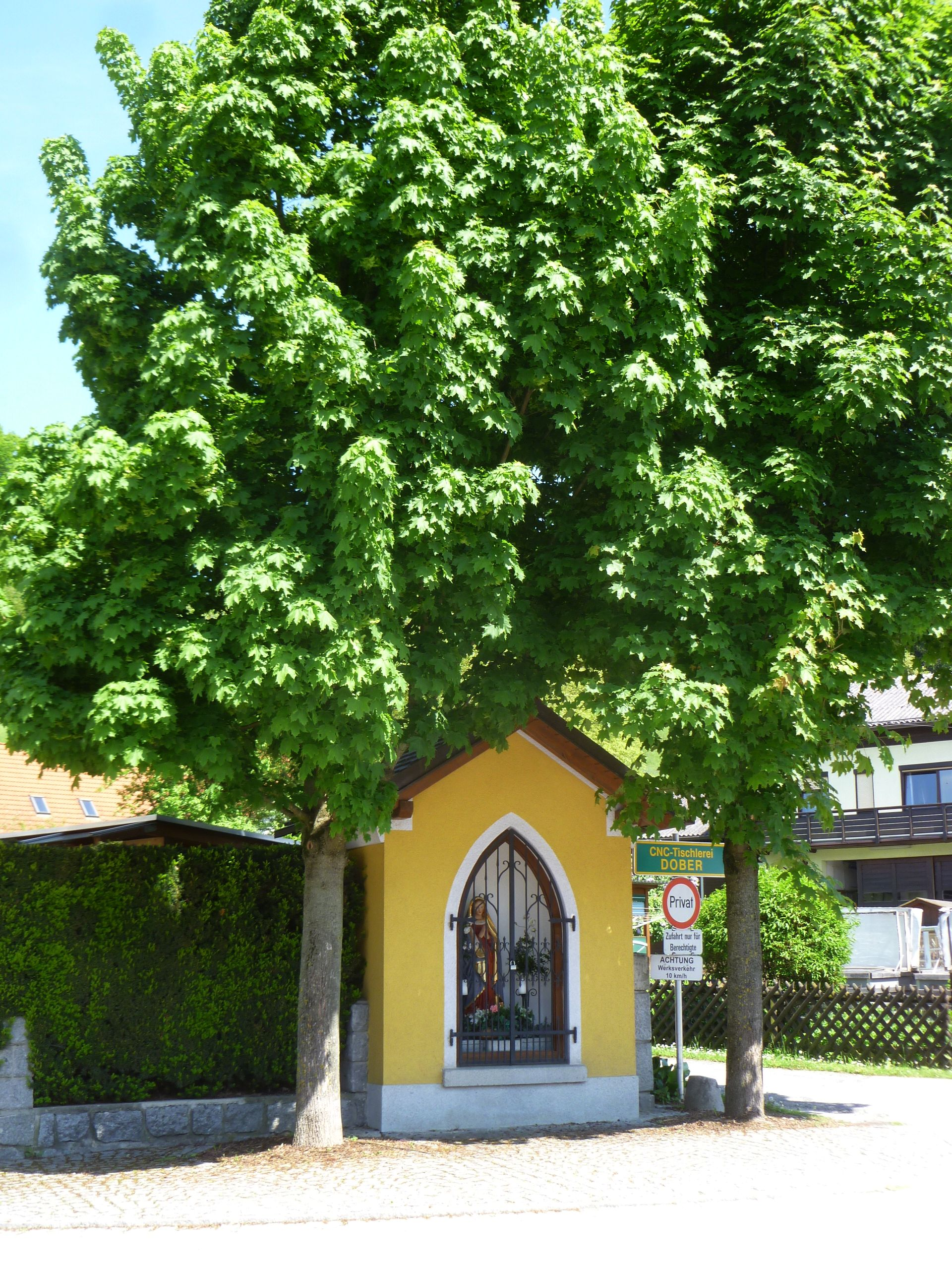
Marienkapelle. Früheres Schlossareal
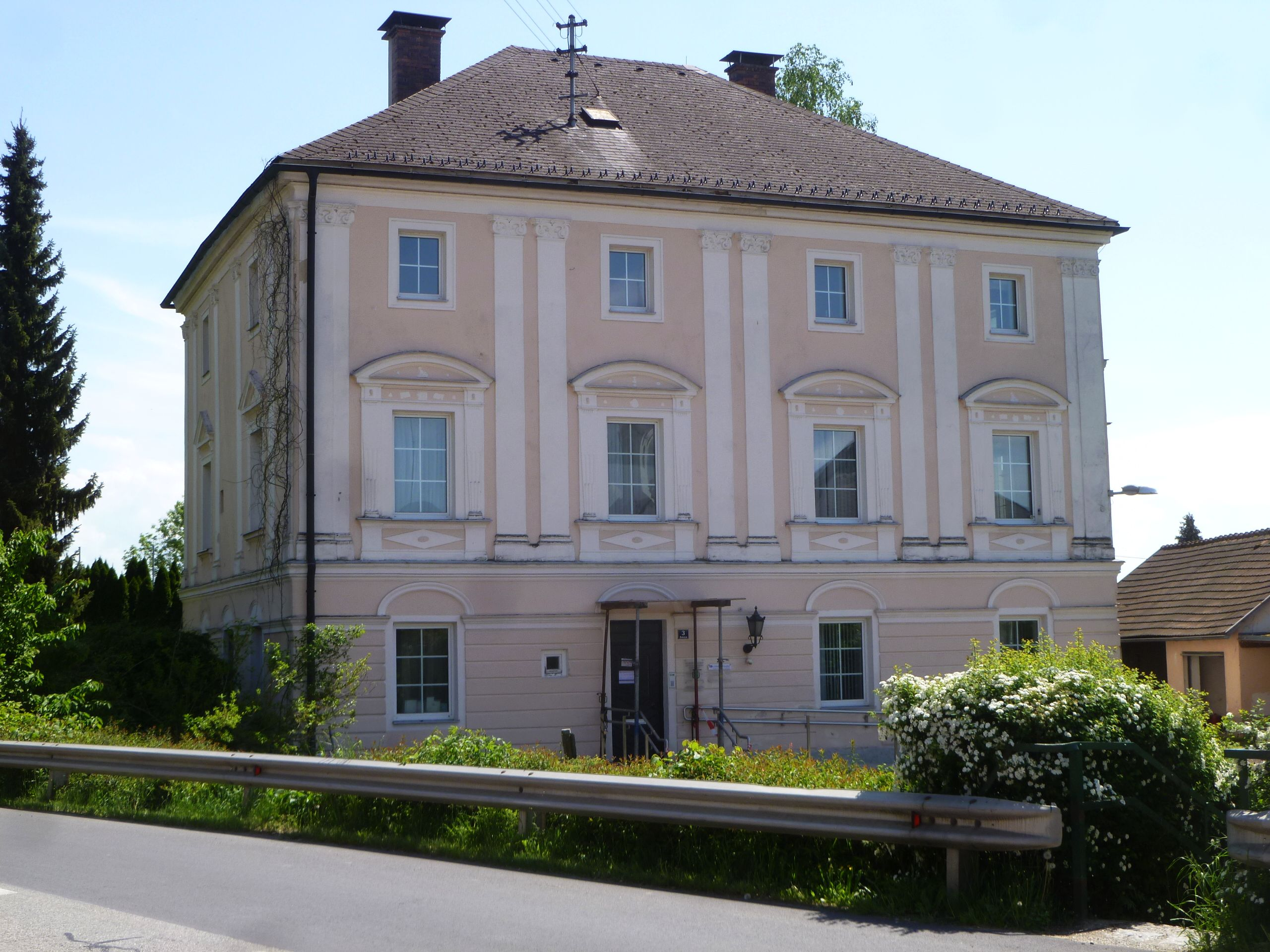
Ansitz Saxental, Saxen Nr. 3, am früheren Schlossareal, ehemaliger Alterssitz der Grafen Clam